# Close Encounters of the Third Kind
Close Encounters of the Third Kind (tạm dịch: Sự tiếp xúc của thế giới thứ ba) là một phim điện ảnh khoa học viễn tưởng của Mỹ năm 1977 do Steven Spielberg đạo diễn kiêm viết kịch bản, có sự tham gia của Richard Dreyfuss, Melinda Dillon, Teri Garr, Bob Balaban, Cary Guffey và François Truffaut. Nội dung phim nói về Roy Neary, một công nhân áo xanh thường ngày ở Indiana; cuộc sống của anh bị thay đổi sau khi tiếp xúc với một vật thể bay không xác định (UFO).